# Velocity Series
Velocity Series – это набор интегрированных между собой продуктов для решения задач конструкторско-технологической подготовки производства и управления жизненным циклом изделия для предприятий среднего и малого размера от компании Siemens PLM Software (до 1 октября 2007 г. - UGS).

## История
В 2005 году компания UGS (c 1 октября 2007 г. – Siemens PLM Software) объявила о выходе на рынок нового продукта – UGS Velocity Series (теперь - Velocity Series), представляющего собой набор программных средств для управления жизненным циклом изделия, предназначенного специально для средних и малых предприятий.

## Описание
Флагманским продуктом линейки Velocity Series является CAD-система Solid Edge. Кроме Solid Edge, в линейку Velocity входит система FEMAP — для проведения расчетов различной степени сложности методом конечных элементов (МКЭ), система CAM Express — для программирования обработки деталей на станках с ЧПУ. 18 декабря 2012 года Siemens PLM Software выпустила новый программный продукт, вошедший в линейку Velocity — 3DSync — приложение для редактирования импортированной 3D-геометрии.
Продукты линейки Velocity Series интегрированы между собой с целью обеспечения обмена данными между ними. Их отличительной особенностью считается простота в инсталляции, настройке и обслуживании, а также сравнительно невысокая стоимость владения. Все продукты линейки обладают упрощенным интерфейсом.
Описание продуктов, входящих в линейку Velocity Series
- Femap — пре- и постпроцессор для выполнения расчетов методом конечных элементов. Данное приложение отличается глубокой интеграцией с CAE-решателем NX NASTRAN[6]. Возможна интеграция с практически любым сторонним решателем. Текущая версия Femap 11 вышла в свет 17 января 2011 года[7].

- CAM Express — приложение по разработке управляющих программ для оборудования с ЧПУ, которое отличает упрощенный интерфейс.
- Solid Edge — 3D-CAD-система и флагманский продукт линейки для автоматизации конструкторской подготовки производства. Отличительной особенностью является наличие синхронной технологии моделирования[8][9][10][11] — разновидности вариационного прямого моделирования, наряду с классической параметрической технологией моделирования на основе конструктивных элементов[12]. Новейшая версия программного продукта — Solid Edge ST5.

- 3DSync — это инструмент для редактирования данных 3D CAD, в основе которого лежит синхронная технология. Возможности моделирования сборок ограничены, в отличие от Solid Edge, сокращенным перечнем сборочных связей. Команды параметрического моделирования полностью отсутствуют в системе. Основная задача 3DSync — редактирование импортированных моделей деталей и сборок, созданных в любых САПР. Продукт содержит широкий набор трансляторов для импорта файлов из распространенных CAD и нейтральных форматов, а также для экспорта в распространенные нейтральные форматы для обмена отредактированными данными[13].

Все продукты линейки Velocity Series имеют встроенные уроки для освоения систем, предназначенные для начинающих пользователей. Многие команды и приложения работают по принципу мастер-процессов — ряда специальных пошаговых связанных между собой действий, предназначенных для выполнения какой-либо задачи. Все продукты (за исключением Femap) имеют локализованный русскоязычный интерфейс и справочную систему.

## Применение
Продукты линейки Velocity Series применяются в различных отраслях промышленности — машиностроении, приборостроении, судостроении, энергетике и многих других.